# Martina Cavallero
Martina Cavallero (ur. 7 maja 1990) – argentyńska hokeistka na trawie. Srebrna medalistka olimpijska z Londynu.
W reprezentacji Argentyny debiutowała w 2011. Z kadrą brała udział w Champions Trophy w 2012 (zwycięstwo). Wcześniej występowała w reprezentacjach juniorskich.